# Serqueux (Seine-Maritime)
Serqueux is een gemeente in het Franse departement Seine-Maritime (regio Normandië) en telt 1064 inwoners (2006). De plaats maakt deel uit van het arrondissement Dieppe.

## Geografie
De oppervlakte van Serqueux bedraagt 5,8 km², de bevolkingsdichtheid is 170,3 inwoners per km².

## Verkeer en vervoer
In de gemeente ligt spoorwegstation Serqueux.
De onderstaande kaart toont de ligging van Serqueux (Seine-Maritime) met de belangrijkste infrastructuur en aangrenzende gemeenten.

## Demografie
Onderstaande figuur toont het verloop van het inwonertal (bron: INSEE-tellingen).